# Lichenophanes numida
Lichenophanes numida är en skalbaggsart som beskrevs av Pierre Lesne 1899. Lichenophanes numida ingår i släktet Lichenophanes och familjen kapuschongbaggar. Inga underarter finns listade i Catalogue of Life.